# Tim Trachet
Tim Trachet (1958) is een Belgisch schrijver, publicist, journalist en skepticus. Hij studeerde wiskunde, sterrenkunde en wijsbegeerte aan de Vrije Universiteit Brussel en was reporter bij de VRT, waar hij historische televisiedocumentaires maakte.
Vanaf de oprichting in 1976 was hij actief binnen de werkgroep Prometheus van de Vereniging Voor Sterrenkunde die de kritische studie van pseudowetenschappen vooropstelde. Deze werkgroep resulteerde in de vereniging SKEPP, waarvan hij de eerste voorzitter was (van 1990 tot 1998). Momenteel is hij ere-voorzitter en algemeen secretaris van SKEPP. In de jaren 90 en soms daarna schreef Trachet vaak voor Skepter, het tijdschrift van de Nederlandse Stichting Skepsis. In 2000 werd de Vlaamse tegenhanger Wonder en is gheen wonder opgericht, waar hij sindsdien deel uitmaakt van de redactie en regelmatig artikelen publiceert. Sinds 1988 is hij ook lid van de redactie van het populair-wetenschappelijke tijdschrift Zenit voor sterrenkunde, weerkunde en ruimteonderzoek. Sinds zijn pensionering publiceert Trachet geregeld bij het Nederlandstalige online geschiedenismagazine Historiek, onder meer over de Eerste Wereldoorlog.
Trachet zetelt sinds 2013 als vicevoorzitter (voorheen als penningmeester) in het bestuur van de Europese Raad van Skeptische Organisaties (ECSO), waarvan hij in 1994 een van de oprichters was.
In het kader van de 100 jaar eerder uitgebroken Eerste Wereldoorlog schreef Trachet in 2014 over een reeks mythen die de 'Groote Oorlog' nog altijd omringen.
De planetoïde (7013) Trachet is naar hem vernoemd.

## Boeken
- Astrologie: zin of onzin? (met Ronny Martens), Houtekiet, 1995
  - Engelse vertaling: Making Sense of Astrology, Prometheus Books, 1998
- Het drama van Abbeville, Houtekiet, 2010
- Alles over de monarchie, Houtekiet, 2011

- Bibliothèque nationale de France: cb16945599v (data)
- Gemeinsame Normdatei: 13825768X
- International Standard Name Identifier: 0000 0000 6325 9475
- Library of Congress Control Number: n98022071
- Nederlandse Thesaurus van Auteursnamen: 140287868
- Virtual International Authority File: 88302418
- WorldCat: E39PBJjXk3DVbd4DtfkfHRqYT3